# Pointe Fort Labouc
Pointe Fort Labouc är en udde i Haiti.   Den ligger i departementet Nord-Est, i den nordöstra delen av landet, 140 km norr om huvudstaden Port-au-Prince.
Terrängen inåt land är platt. Havet är nära Pointe Fort Labouc åt nordost. Runt Pointe Fort Labouc är det ganska tätbefolkat, med 90 invånare per kvadratkilometer. Närmaste större samhälle är Fort Liberté, 5,5 km söder om Pointe Fort Labouc. Omgivningarna runt Pointe Fort Labouc är en mosaik av jordbruksmark och naturlig växtlighet.